# Guilt Machine
I Guilt Machine sono stati un gruppo musicale progressive metal olandese fondato nel 2009 per iniziativa del compositore e polistrumentista Arjen Anthony Lucassen.

## Storia del gruppo
La nascita del progetto è stata annunciata da Lucassen nel febbraio 2009, rivelando che dei Guilt Machine avrebbero preso parte il cantante Jasper Steverlinck degli Arid, la chitarrista Lori Linstruth e il batterista Chris Maitland.
L'unica pubblicazione del gruppo è stata On This Perfect Day, album in studio uscito nel giugno 2009 attraverso la Mascot Label Group.

## Formazione
- Jasper Steverlinck – voce
- Arjen Lucassen – chitarra, mandolino, basso, tastiera, voce
- Lori Linstruth – chitarra solista
- Chris Maitland – batteria

## Discografia
- 2009 – On This Perfect Day